# Zuiddorpe
Zuiddorpe (51° 14′ N, 3° 54′ L) é uma cidade dos Países Baixos, na província de Zelândia. Zuiddorpe pertence ao município de Terneuzen, e está situada a 34 km sudeste de Flessingue.
Em 2001, a cidade de Zuiddorpe tinha 533 habitantes. A área urbana da cidade é de 0.16 km², e tem 224 residências.
A área de Zuiddorpe, que também inclui as partes periféricas da cidade, bem como a zona rural circundante, tem uma população estimada em 1000 habitantes.